# Harold Mayot
Pour les articles homonymes, voir Mayot  (homonymie).
Harold Mayot, né le 4 février 2002 à Metz, est un joueur de tennis français, professionnel depuis 2020.

## Biographie

### Formation
Mayot est d'abord formé au CREPS de Poitiers, où il s'entraine notamment avec Lilian Marmousez. À partir de 2019, il intègre le CNE à Paris. C'est aussi à cette date qu'il fait la rencontre de Thierry Tulasne, ancien no 10 mondial, qui devient son entraineur. Tulasne est réputé pour privilégier un travail sur l'aspect mental, plutôt que sur les aspects techniques. Depuis 2022 il est entraîné par Jérôme Potier.

### Carrière chez les juniors
En juillet 2019, Harold Mayot se hisse en demi-finale du tournoi junior de Wimbledon. Il remporte cette année-là le tournoi Grade 1 d'Offenbach et le Grade A d'Osaka. En double, il devient notamment champion d'Europe avec Valentin Royer.
Le 1er février 2020, il remporte la finale du tournoi junior de l'Open d'Australie en tant que tête de série no 1 face à son compatriote Arthur Cazaux. Cette victoire lui permet d'accéder au rang de no 1 mondial chez les juniors.

### Débuts professionnels (2019-2021)
Harold Mayot obtient ses premiers résultats significatifs sur le circuit professionnel fin 2019 lorsqu'il enchaîne deux finales en tournois Futures à Forbach, Saint-Dizier, suivies d'un titre à Villers-lès-Nancy. 
Sur le circuit Challenger, il est quart de finaliste début 2020 à Bendigo après avoir battu le 98e mondial Egor Gerasimov. Il récidive fin février avec un nouveau quart de finale au tournoi de Pau, où il s'incline sur le fil contre la tête de série n° 1 Jiří Veselý. En fin de saison, il bénéficie d'une invitation pour le tournoi de Roland-Garros et s'incline dès son premier match contre Alejandro Davidovich Fokina.
Mayot est victime d'une blessure au poignet lors d'un tournoi en Tunisie et est de contraint de s'éloigner des courts pendants plusieurs mois afin de subir une intervention chirurgicale. Il effectue son retour en juillet sur des Futures, mais peine à briller. En septembre, il est invité pour les qualifications du tournoi de Metz. Vainqueur de son premier match dans la douleur, il est ensuite battu par mieux classé que lui. Il est aussi invité au tournoi de Bercy, une nouvelle fois en qualifications. Auteur d'un bon match, il s'incline néanmoins en trois sets (6-3, 0-6, 5-7), face à Dominik Köpfer. Il termine l'année sur une bonne note en allant jusqu'en quart au tournoi de Pau. Il termine l'année proche du top 400 mondial.

### 2022: Première finale en Challenger
Bénéficiaire d'une invitation pour l'Open d'Australie qu'il n'a pas pu disputer en 2021, Harold Mayot est d'abord engagé au tournoi Challenger de Traralgon. Après une victoire tranquille, il est contraint à l'abandon à cause d'une cheville douloureuse. À Melbourne, il est battu d'entrée par Quentin Halys (4-6, 1-6). Dans la foulée, il remporte son premier tournoi doté à 25 000 $ à Monastir. Mayot connait ensuite une période plus compliquée, qui prend fin lorsqu'il dispute sa première finale d'un tournoi Challenger le 24 juillet 2022 à Tampere. Même s'il perd cette finale contre le Hongrois Zsombor Piros (3-6, 4-6), le Français fait un bond au classement, se rapprochant du top 300 mondial. le mois suivant il se hisse en demi-finale du tournoi de Grodzisk Mazowiecki en battant notamment Daniel Altmaier et Jerzy Janowicz, il est cependant vaincu par le Chinois Zhang Zhizhen en demi-finale (3-6, 4-6)  

### 2023: Deuxième finale en Challenger, 1/4 à Metz et entrée dans le top 200
Il commence son année 2023 avec 3 quarts de finale en Challenger à Bangalore et Pune en Inde et à Saint-Brieuc en France, il ne parvient cependant pas à passer au dernier carré de ceux-ci. Il franchit cependant un palier au début du mois de mai au Challenger d'Aix-en-Provence, un Challenger 175 où il entre dans le tableau principal en tant que Lucky Loser après sa défaite contre le Russe Ivan Gakhov en qualifications. Il remporte au premier tour son premier match contre un joueur du Top100 mondial face au Portugais Nuno Borges (7-5, 6-4). Il s'impose ensuite face au tenant du titre du Next Gen Finals de 2022, l'américain Brandon Nakashima alors 44e mondial, encore en deux manches (7-6, 6-3). Il réalise face à un autre membre du top 50 mondial, Alexander Bublik le plus beau match de sa carrière. Sur le cours central d'Aix Mayot étrille le joueur kazakh en deux manches (6-3, 6-1) et 1h02 de jeu. Mayot se qualifie pour la troisième demi-finale d'un tournoi challenger de sa carrière, et s'offre un duel de prestige face au Britannique Andy Murray, ancien double vainqueur de Wimbledon qu'il perd. À la suite de sa victoire face à Bublik, il fait son entrée dans le top200 du classement ATP.
Il se hisse jusqu'en quarts de finale du Challenger de Blois, où il s'incline face au Libanais Benjamin Hassan (6-7, 3-6). Il est par la suite engagé dans les qualifications du Tournoi de Wimbledon, il étrille Geoffrey Blancaneaux au premier tour qualificatif (6-0, 6-1) avant de s'offrir l'australien James Duckworth, tête de série numéro 6 des qualifications (6-4, 6-4). Il bat ensuite l'Italien Matteo Gigante au troisième tour (6-4, 6-2, 6-2) et assure sa participation au tableau principal du grand chelem sur herbe. Il y affronte au premier tour son compatriote Benjamin Bonzi qui revient de blessure. Grâce à un excellent service et pas moins de 15 aces, le messin s'impose en trois manches (6-3, 6-4, 7-5). Il finit par s'incliner face à l'Argentin Guido Pella qui bénéficie d'un classement protégé, en quatre manches.
Gêné physiquement pendant le mois de juillet et d'août, Mayot se relance en ralliant la finale du Challenger de Manacor en Espagne, où il bat notamment l'ancien 28e mondial João Sousa (6-3, 3-6, 7-6) au deuxième tour, le Dominicain Nick Hardt (2-6, 7-5, 6-2) en quarts de finale et le Bosniaque Damir Džumhur (7-5, 7-5) en demi-finales. C'est sa première finale de challenger depuis plus d'un an. Il s'incline face au Serbe Hamad Medjedovic en trois manches (2-6, 6-4, 2-6).
Il remporte son second match sur le circuit principal au Moselle Open de Metz. Il s'y qualifie pour le tableau principal en battant Peter Gojowczyk (6-3, 3-6, 6-3) et son compatriote Tom Paris (6-3, 6-4). Il bat au premier tour le Japonais Yosuke Watanuki en trois manches (6-4, 1-6, 6-4) ainsi  que Grégoire Barrère au deuxième tour, en 2h27 de jeu (7-62, 2-6, 7-65). Il atteint pour la première fois de sa carrière un quart de finale sur le circuit principal mais il s'incline contre Ugo Humbert, le futur vainqueur de l'épreuve (3-6, 5-7).

### 2024: Deuxième 1/4 sur le circuit principal, débuts en Master 1000, finale à Barletta et entrée dans le top 120
Il commence l'année 2024 aux Internationaux de Nouvelle-Calédonie où il atteint les demi-finales perdant face à Arthur Cazaux, vainqueur du tournoi (65-7, 64-7). Engagé par la suite aux qualifications de l'Open d'Australie, Mayot se défait de l'Argentin Collarini puis du bolivien Hugo Dellien tête de série numéro 9 des qualifications. Il s'incline en finale des tours qualificatifs face au Tchèque Jakub Menšík.
Il participe par la suite au Tournoi de Quimper, où il atteint sa deuxième demi-finale de l'année sur le circuit Challenger, et valide son entrée dans le top 150 mondial.
À la suite de ces bons résultats, il obtient une wild card pour participer à l'Open Sud de France de Montpellier. Il affronte au premier tour une autre wild card, son compatriote Lucas Pouille qu'il bat en deux manches disputées (6-4, 7-5), avant de battre un autre Français, Benoît Paire au second tour (6-1, 6-4). C'est la deuxième fois de sa carrière qu'il atteint les quarts de finale d'un tournoi ATP. Il s'incline en quarts de finale contre Félix Auger-Aliassime (5-7, 1-6). Invité la semaine suivante aux qualifications de l'Open 13, Mayot se blesse et déclare forfait lors du premier tour qualificatif contre son compatriote Lucas Pouille.
Il se lance deux semaines plus tard dans les qualifications du Master d'Indian Wells, bien qu'il ait réussi à battre le Kazakh Zhukayev au premier tour (6-3, 6-1), Lucas Pouille l'empêche d'accéder au tableau principal en le battant ensuite (6-0, 4-6, 2-6). Mayot retente sa chance en Masters 1000, cette fois aux qualifications de celui de Miami. Il bénéficie dès le premier tour qualificatif de l'abandon de son compatriote Arthur Cazaux (6-4, 5-7, 1-2) qui s'est effondré au milieu de leur match. Il parvient ensuite à battre l'ancien numéro 7 mondial, David Goffin en finale qualificative (7-65, 6-2). Il atteint pour la première fois de sa carrière le tableau principal d'un Masters 1000. Il s'incline dès son entrée en lice face à l'Allemand Daniel Altmaier (2-6, 5-7).
Il atteint sa troisième finale sur le circuit Challenger en avril à Barletta, mais s'incline en finale face au Bosnien Damir Džumhur (1-6, 3-6). Il dispute aussi ses premiers matches en ATP 500 à Barcelone où il parvient à se qualifier et à remporter son premier tour face à l'argentin Pedro Cachín (7-65, 2-6, 6-3). Il s'incline au tour suivant face à la douzième tête de série, Cameron Norrie contre qui il déclare forfait après avoir remporté la deuxième manche (63-7, 7-68, ab.). Il parvient également à se qualifier pour le tableau principal de l'Open de Rome, il s'incline d'entrée face au local Matteo Arnaldi en trois manches (6-3, 5-7, 4-6). Il clôture sa saison sur terre battue à Roland-Garros, où, bénéficiaire d'une wild card, il s'incline dès le premier tour face à l'américain Sebastian Korda, tête de série numéro 27 (2-6, 64-7, 4-6).
Il commence sa saison sur gazon à Nottingham en challenger, où il s'incline dès le deuxième tour face au kazakh Mikhail Kukushkin (63-7, 3-6). Il réalise un meilleur parcours à Ilkley. Il parvient à y éliminer l'américain Emilio Nava (7-5, 6-4), le français Richard Gasquet (7-63, 6-2) ainsi que le sud-africain Lloyd Harris (6-3, 6-2) puis Benjamin Bonzi (2-6, 6-3, 6-2) pour atteindre la quatrième finale de sa carrière sur le circuit challenger perdue contre l'ex numéro 7 mondial David Goffin.

## Palmarès

### Grand Chelem Junior
| Résultat  | Année | Championnat      | Surface | Adversaire    | Score    |
| --------- | ----- | ---------------- | ------- | ------------- | -------- |
| Vainqueur | 2020  | Open d'Australie | Dur     | Arthur Cazaux | 6-4, 6-1 |

### Circuit Challenger
- Finales en simple

| # | Date              | Nom et lieu du tournoi             | Surface             | Adversaire       | Score          |
| - | ----------------- | ---------------------------------- | ------------------- | ---------------- | -------------- |
| 1 | 24 juillet 2022   | Tampere Open, Tampere              | Terre battue (ext.) | Zsombor Piros    | 2-6, 6-1, 4-6  |
| 2 | 3 septembre 2023  | Rafa Nadal Open, Majorque          | Dur (ext.)          | Hamad Medjedović | 2-6, 6-4, 2-6  |
| 3 | 7 avril 2024      | Open Città della Disfida, Barletta | Terre battue (ext.) | Damir Džumhur    | 1-6, 3-6       |
| 4 | 22 juin 2024      | Lexus Ilkley Trophy, Ilkley        | Gazon (ext.)        | David Goffin     | 4-6, 2-6       |
| 5 | 29 septembre 2024 | Co'met Open Orléans, Orléans       | dur (int.)          | Jacob Fearnley   | 3-6, 65-7      |
| 6 | 21 juillet 2025   | Dialectic Zug Open, Zoug           | Terre battue        | Lukáš Klein      | 6-2, 64-7, 6-4 |

## Parcours dans les tournois duGrand Chelem

### En simple
| Année | Open d'Australie | Open d'Australie  | Internationaux de France | Internationaux de France | Wimbledon      | Wimbledon   | US Open | US Open              |
| ----- | ---------------- | ----------------- | ------------------------ | ------------------------ | -------------- | ----------- | ------- | -------------------- |
| 2020  | —                | —                 | 1er tour (1/64)          | A. Davidovich Fokina     | —              | —           | —       | —                    |
|       |                  |                   |                          |                          |                |             |         |                      |
| 2022  | Q1               | Quentin Halys     | —                        | —                        | —              | —           | —       | —                    |
| 2023  | —                | —                 | Q1                       | Marc Polmans             | 2e tour (1/32) | Guido Pella | Q1      | Alessandro Giannessi |
| 2024  | Q3               | Jakub Menšík      | 1er tour (1/64)          | Sebastian Korda          | Q1             | Jiří Veselý | Q2      | Lucas Pouille        |
| 2025  | Q1               | Yasutaka Uchiyama | Q1                       | Cristian Garín           | Q1             | Alex Bolt   |         |                      |

N.B. : à droite du résultat se trouve le nom de l'ultime adversaire.

### En double messieurs
| Année | Open d'Australie | Open d'Australie | Internationaux de France                                                          | Internationaux de France | Wimbledon | Wimbledon | US Open | US Open |
| ----- | ---------------- | ---------------- | --------------------------------------------------------------------------------- | ------------------------ | --------- | --------- | ------- | ------- |
| 2020  | —                | —                | 1er tour (1/32) A. Cazaux \|\| style="text-align:left;" \| Ł. Kubot M. Melo       | Annulé                   | Annulé    | —         | —       |         |
|       |                  |                  |                                                                                   |                          |           |           |         |         |
| 2023  | —                | —                | 2e tour (1/16) J. Eysseric \|\| style="text-align:left;" \| M. Middelkoop A. Mies | —                        | —         | —         | —       |         |

N.B. : le nom du partenaire se trouve sous le résultat ; les noms des ultimes adversaires se trouvent à droite.

### En double mixte
| Année | Open d'Australie | Open d'Australie | Internationaux de France                                                       | Internationaux de France | Wimbledon | Wimbledon | US Open | US Open |
| ----- | ---------------- | ---------------- | ------------------------------------------------------------------------------ | ------------------------ | --------- | --------- | ------- | ------- |
| 2023  | —                | —                | 1er tour (1/16) D. Parry \|\| style="text-align:left;" \| L. Stefani R. Matos  | —                        | —         | —         | —       |         |
| 2024  | —                | —                | 1er tour (1/16) D. Parry \|\| style="text-align:left;" \| C. Burel H. Gaston   | —                        | —         | —         | —       |         |
| 2025  | —                | —                | 2e tour (1/8) D. Parry \|\| style="text-align:left;" \| D. Krawczyk N. Skupski | —                        | —         | —         | —       |         |

N.B. : le nom du partenaire se trouve sous le résultat ; les noms des ultimes adversaires se trouvent à droite.

## Parcours dans lesMasters 1000
| Année | Indian Wells | Miami                | Monte-Carlo | Madrid               | Rome                | Canada | Cincinnati | Shanghai | Paris |
| ----- | ------------ | -------------------- | ----------- | -------------------- | ------------------- | ------ | ---------- | -------- | ----- |
| 2024  | —            | 1er tour D. Altmaier | —           | —                    | 1er tour M. Arnaldi | —      | —          | —        | —     |
| 2025  | —            | —                    | —           | 2e tour F. Cerúndolo | —                   |        |            |          |       |

N.B. : sous le résultat se trouve le nom de l’ultime adversaire.